# Skansberget i Fållnäs
Skansberget i Fållnäs är en fornborg vid Fållnäsvikens västra strand strax söder om Fållnäs gård i Sorunda socken, Nynäshamns kommun på Södertörn. 

## Beskrivning
Borgen är 200 x 100 meter stor och avgränsas av branta stup utom i söder där det finns en murförsedd moränrygg som leder upp till borgen. Stenmuren är 25 meter lång, som mest 13 meter bred och upp till två meter hög. Från borgen har man utsikt åt alla håll och den torde ha fungerat som en försvarsutpost längs Fållnäsviken. Vid en arkeologisk undersökning fann man tjocka kulturlager med bland annat rester av djurben och sädeskorn samt spridda keramikfynd och anläggningen tros ha fungerat som en bosättning för ett fåtal personer. Den dateras till folkvandringstiden. 
I närheten finns ytterligare fem fornborgar, som tycks ha haft andra funktioner än Skansberget.